# Площі Сімферополя
Це список площ Сімферополя. На 2023 рік в місті налічується 11 площ.

## Топоніміка
Чотири мають нейтральні назви — Петропавлівська, Привокзальна, Республіки, Спортивна.
Дві названі на честь видатних мешканців міста — Амет-Хана Султана, Віри Роїк.
П'ять підлягають декомунізації та деколонізації — Куйбишева, Леніна, Московська, Радянської Конституції, Радянська.

## Перелік площ Сімферополя
| Назва                                                           | Район                                     | Координати                                                            | Стислі відомості | Зображення |
| --------------------------------------------------------------- | ----------------------------------------- | --------------------------------------------------------------------- | --- | ---------- |
| Площа Амет-Хана Султана Amet-Han Sultan meydanı                 | Центральний Центр                         | 44°56′39″ пн. ш. 34°05′39″ сх. д. / 44.94425° пн. ш. 34.09428° сх. д. | Транспортне кільце на площі поєднує Проспект Кірова, вулицю Козлова та Піонерський провулок. Назву отримала 5 травня 2000 року.                                                                         |            |
| Площа Віри Роїк Virı Royik meydanı                              | Київський Нове місто                      | 44°57′59″ пн. ш. 34°06′41″ сх. д. / 44.96633° пн. ш. 34.11143° сх. д. | З'єднує вулиці Куйбишева, Тролейбусну, Лермонтова та Садову. Назву отримала 21 жовтня 2010 року. |            |
| Площа Куйбишева Kuybışev meydanı                                | Київський Нове місто                      | 44°57′59″ пн. ш. 34°06′41″ сх. д. / 44.96633° пн. ш. 34.11143° сх. д. | Велика транспортна розв'язка, місце перетину великих транспортних артерій: проспекту Перемоги та проспекту Кірова та Київської вулиці. Місцеві жителі іноді називають її «кубіком» або «куйбишатником». |            |
| Площа Леніна Lenin meydanı                                      | Центральний Базарна площа                 | 44°56′53″ пн. ш. 34°06′00″ сх. д. / 44.94806° пн. ш. 34.10000° сх. д. | Головна площа міста, історична назва — Фонтанна. Була частиною Базарної площі. Нову назву отримала у 1967 році.                                                                                         |            |
| Московська площа Moskova meydanı                                | Київський, Залізничний Москільце          | 44°58′24″ пн. ш. 34°05′50″ сх. д. / 44.97331° пн. ш. 34.09733° сх. д. | Московське кільце, розташоване на площі — одна з важливих транспортних розв'язок у Сімферополі. Поєднує вулиці Київську, Гагаріна, Кечкеметську.                                                        |            |
| Петропавлівська площа Petropavlivska meydanı                    | Київський Старе місто                     | 44°57′00″ пн. ш. 34°06′17″ сх. д. / 44.95004° пн. ш. 34.10484° сх. д. | Одна з перших міських площ російського періоду. Зараз здебільшого зайнята стоянкою. |            |
| Привокзальна площа Prıvokzalna meydanı                          | Залізничний Залізнична слобідка           | 44°57′44″ пн. ш. 34°04′59″ сх. д. / 44.96223° пн. ш. 34.08311° сх. д. | Розташована перед вокзалом Сімферополь-Пасажирський на розі вулиці Гагаріна та бульвару Леніна. |            |
| Площа Радянської Конституції Şuraviy esas qanum meydanı         | Київський Султан-Базар                    | 44°56′39″ пн. ш. 34°07′33″ сх. д. / 44.94427° пн. ш. 34.12592° сх. д. | Транспортне кільце на площі з'єднує Проспект Вернадського, вулиці Київська, Воровського та Беспалова.                                                                                                   |            |
| Площа Республіки Cumhuriyet meydanı                             | Центральний Центр                         | 44°57′08″ пн. ш. 34°05′50″ сх. д. / 44.95213° пн. ш. 34.09729° сх. д. | Розташована по вулиці Карла Маркса, перед будівлею Верховної Ради Автономної Республіки Крим. Назву отримала 10 квітня 2013 року.                                                                       |            |
| Радянська площа Şuraviy meydanı                                 | Центральний, Київський Центр, Старе місто | 44°57′08″ пн. ш. 34°06′09″ сх. д. / 44.95216° пн. ш. 34.10249° сх. д. | Транспортне кільце на площі Радянській з'єднує проспект Кірова, вулиці Олександра Невського та Леніна.                                                                                                  |            |
| Спортивна площа Sportıvna meydanı                               | Центральний Центр                         | 44°56′34″ пн. ш. 34°05′30″ сх. д. / 44.94265° пн. ш. 34.09169° сх. д. | Перша назва — Імені 15-річчя ВЛКСМ, розташовується між Центральним ринком та стадіоном «Локомотив», зараз перетворена на стоянку.                                                                       |            |
| Неназвана площа Феодосійського транспортного кільця             | Київський Свобода                         | 44°58′30″ пн. ш. 34°08′12″ сх. д. / 44.97489° пн. ш. 34.1366° сх. д.  | Феодосійське транспортне кільце з'єднує Проспект Перемоги та об'їзну дорогу Ялтинської траси. |            |
| Неназвана площа транспортного кільця перед готелем «Спортивний» | Київський, Залізничний Анатра             | 44°56′46″ пн. ш. 34°05′09″ сх. д. / 44.94615° пн. ш. 34.08579° сх. д. | Транспортне кільце з'єднує вулиці Авіаційна, Желябова та Об'їзна. |            |
| Неназвана площа транспортного кільця вулиці Героїв Сталінграда  | Залізничний Льодозавод                    | 44°56′15″ пн. ш. 34°02′54″ сх. д. / 44.93756° пн. ш. 34.04823° сх. д. | Транспортне кільце з'єднує вулиці Героїв Сталінграда (Миколаївське шосе), провулок Рівний та відгалуження на вулицю Маршала Жукова.                                                                     |            |

## Колишні площі Сімферополя
| Назва                                        | Район                          | Координати                                                            | Стислі відомості | Зображення |
| -------------------------------------------- | ------------------------------ | --------------------------------------------------------------------- | --- | ---------- |
| Базарна площа Bazar meydanı                  | Центральний Базарна площа      | 44°56′52″ пн. ш. 34°05′59″ сх. д. / 44.94776° пн. ш. 34.0996° сх. д.  | Площа знаходилася між вулицями Севастопольська, Самокиша та проспектом Кірова. У 1950-х роках під час реконструкції на її місті з'явилися площа Леніна, Рада міністрів Автономної Республіки Крим, Кримський академічний український музичний театр та Парк Треньова                                                                      |            |
| Вірмено-Татарська площа Ermeni-Tatar meydanı | Центральний                    | 44°56′07″ пн. ш. 34°06′08″ сх. д. / 44.93528° пн. ш. 34.10233° сх. д. | Площа знаходилася між вулицями Козлова (тоді Новосадова), Старозенітна (Чумакарська), Російська, Бахчисарайська, Чорноморська (Саблівська) та Червоноармійська (Армійська), між вірменським і новим кримськотатарським цвинтарями. Зараз на частині знаходиться перехрестя вулиць Козлова, Старозенітна та Російська, частина забудована. |            |
| Площа Гельвіга Ğelviğa meydanı               | Київський Старе місто          | 44°56′43″ пн. ш. 34°06′39″ сх. д. / 44.94527° пн. ш. 34.11094° сх. д. | Розташовувалася по вулиці Кримська, 4а та Студентська, 14. З'явилася під назвою Госпітальна, у 1924 році перейменована на честь Романа Гельвіга. Зараз забудована, у тому числі будівлями ТРК «Крим». |            |
| Київська площа Kıyiv meydanı                 | Київський Нове місто           | 44°56′56″ пн. ш. 34°07′35″ сх. д. / 44.94878° пн. ш. 34.12634° сх. д. | Розташовувалася перед Автовокзалом, вулиця Київська, 4, зараз зайнята стоянкою та платформами автовокзалу. |            |
| Лютнева площа Kiçik ay meydanı               | Київський Султанський луг      | 44°57′39″ пн. ш. 34°06′17″ сх. д. / 44.96095° пн. ш. 34.1046° сх. д.  | Розташовувалася наприкінці вулиці Декабристів на розі з вулицею Лютневою, зараз на її місці стадіон «Фіолент». Також відома назва Футбольна площа. |            |
| Салгирна площа Salğır meydanı                | Залізничний Салгирна слобідка  | 44°57′34″ пн. ш. 34°05′31″ сх. д. / 44.95946° пн. ш. 34.09202° сх. д. | Площа розташовувалася в Салгирній слобідці, зараз на її місті забудова, у тому числі Дитячий садочок № 4. Також відома назва Клінічна площа. |            |
| Сінна площа Piçen meydanı                    | Центральний Центр              | 44°56′54″ пн. ш. 34°05′40″ сх. д. / 44.94825° пн. ш. 34.09438° сх. д. | Розташовувалася між вулицями Самокиша, Пушкіна та Героїв Аджимушкая, зараз на її місці Семінарський сквер. |            |
| Соборна площа Katedral meydanı               | Центральний, Залізничний Центр | 44°57′11″ пн. ш. 34°05′52″ сх. д. / 44.95303° пн. ш. 34.09777° сх. д. | Одна з перших міських площ російського періоду, на перетині вулиць Жуковського та Долгорукова, зараз на колишній площі знаходиться Долгоруковський обеліск, частково забудована Олександро-Невським собором та зайнята Сквером Перемоги.                                                                                                  |            |